# Refuge de la Femma
Le refuge de la Femma est un refuge de montagne situé en France dans le département de la Savoie en région Auvergne-Rhône-Alpes.

## Caractéristiques et informations
Ce refuge de montagne bénéficie d'un gardiennage durant une partie de l'année. Sa capacité d'accueil est de 68 places, mais elle est réduite à 24 places lorsque le refuge n'est pas gardé. Il dispose d'une salle hors-sac pourvue de divers équipements.

## Accès
Il existe plusieurs manières d'accéder au refuge de la Femma, parmi lesquelles :
- depuis le parking de Bellecombe, par le sentier jusqu'à Plan-du-Lac, mais sans aller jusqu'à Entre-deux-Eaux : la piste d'alpagistes court vers le nord-est puis l'est et rejoint le torrent de la Rocheure, qu'elle traverse vers La Bourgeat. Le chemin se poursuit sur la rive droite jusqu'aux refuges (durée : 2 h 30 à 3 h) ;
- depuis Val-d'Isère : après le col de la Rocheure ; la descente en direction du sud-ouest se fait sur la rive droite du torrent (durée : entre 1 h 15 et 2 h, selon les conditions) ;
- après ascension de la pointe de la Sana, depuis le refuge de La Leisse : en empruntant la VN qui, depuis le collet à la base de l'arête ouest, longe les restes du glacier de la Sana (E) à la base duquel on bifurque en direction sud-ouest, puis sud-sud-ouest le long de pentes d'éboulis, de ruisseaux et de côtes rocheuses émoussées et herbeuses. Depuis le sommet, la durée du parcours est de 3 h ;
- depuis les pointes du Châtelard et le refuge de Vallonbrun (corniches) : après la descente sur la rive droite du glacier de Vallonbrun (crevasses), en se maintenant rive droite de l'exutoire jusqu'à sa jonction avec le torrent de la Rocheure ; une passerelle permet de traverser ce dernier, assez encaissé parfois, puis de remonter vers le refuge tout proche.

## Ascensions
Depuis le refuge, on peut atteindre les sommets suivants :
- le Grand roc Noir ;
- la pointe de la Sana ;
- la pointe du Charbonnier ;
- les pointes du Châtelard.

## Particularités
Le refuge de la Femma est le principal point de départ vers le site des gravures rupestres du Grand roc Noir.